# Grabrk
Grabrk – wieś w Chorwacji, w żupanii karlowackiej, w gminie Bosiljevo. W 2011 roku liczyła 117 mieszkańców.